# レジー・ジャクソン

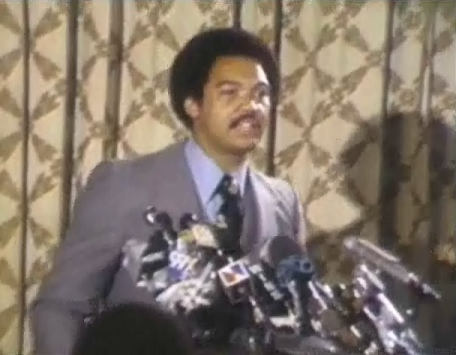
1977年、ヤンキース入団会見時のジャクソン

レジナルド・マルティネス・ジャクソン（Reginald Martinez Jackson, 1946年5月18日 - ）は、アメリカ合衆国ペンシルベニア州モンゴメリー郡アビントン・タウンシップ出身の元プロ野球選手（外野手）。愛称はミスター・オクトーバー（Mr. October）。
本塁打数歴代1位のバリー・ボンズは従弟。

## 経歴

### プロ入りとアスレチックス時代

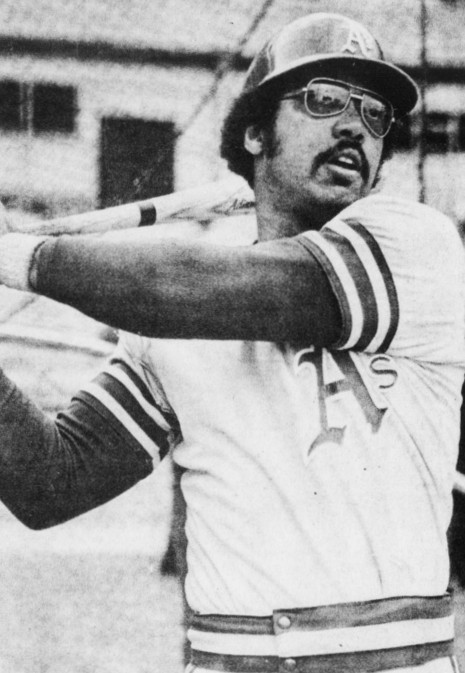
アスレチックス時代のジャクソン（1973年）

1966年のMLBドラフト1巡目（全体2位）でカンザスシティ・アスレチックスから指名を受け、プロ入り。1967年6月9日のクリーブランド・インディアンス戦でメジャーデビュー。チームがオークランドに移転し、オークランド・アスレチックスとなった1968年はレギュラーに定着し、打率.250、29本塁打、74打点を記録するが171三振というリーグワーストも記録する。1969年は6月14日のボストン・レッドソックス戦で5安打、10打点、7月2日のシアトル・パイロッツ戦で3本塁打を放つなど、前半戦で打率.287、37本塁打、79打点を記録し、オールスターに初選出され、先発出場を果たす。後半戦は10本塁打に留まるが、打率.275、47本塁打（リーグ3位）、118打点（同2位）、114四球（同2位）、出塁率.410（同3位）、いずれもリーグトップの123得点、長打率.608、OPS1.018、142三振を記録し、MVPの投票では5位に入った。1970年は6月中旬まで打率が2割前後と不振に陥り、打率.237、23本塁打、66打点、リーグワーストの135三振と不本意な成績に終わった。
1971年も4月は不調だったがその後調子を上げ、4年連続リーグワーストの161三振ながら打率.277、32本塁打、80打点を記録し、チームの地区優勝に貢献。ボルチモア・オリオールズとのリーグチャンピオンシップシリーズでは第3戦でジム・パーマーから2本塁打を放つがチームは敗れ、3連敗で敗退した。1972年は打率.265、25本塁打、75打点を記録し、チームは地区連覇。デトロイト・タイガースとのリーグチャンピオンシップシリーズでは最終第5戦で脚を負傷。チームは41年ぶりのリーグ優勝を果たし、シンシナティ・レッズとのワールドシリーズも4勝3敗で制したが、自身は出場できなかった。1973年は打率.293、いずれもリーグトップの32本塁打、117打点、99得点、長打率.531、OPS.914の好成績で本塁打王、打点王の二冠を獲得し、チームは地区3連覇。オリオールズとのリーグチャンピオンシップシリーズでは打率.143と不振だったが、チームはリーグ連覇。ニューヨーク・メッツとのワールドシリーズでは、王手をかけられた第6戦でトム・シーバーから2二塁打を放ち2打点、第7戦ではジョン・マトラックから2点本塁打を放つなど打率.310、6打点の活躍で2年連続のワールドチャンピオンとなり、シリーズMVPを獲得。MVPも満票で受賞した。1974年は開幕から絶好調で、4月に打率.397、10本塁打、27打点を記録するなど6月初めまで4割近い打率を維持。その後はやや失速したが、打率.289、29本塁打、93打点を記録し、チームは地区4連覇。オリオールズとのリーグチャンピオンシップシリーズでは打率.167に終わるが、チームはリーグ3連覇を果たす。ロサンゼルス・ドジャースとのワールドシリーズでは第1戦でアンディ・メサースミスから先制の本塁打を放つなど活躍を見せ、史上3度目のシリーズ3連覇の偉業を成し遂げた。1975年は打率.253、36本塁打、104打点の成績で2度目の本塁打王を獲得し、チームは地区5連覇。レッドソックスとのリーグチャンピオンシップシリーズでは打率.417、1本塁打と活躍するが、3連敗で敗退した。

### オリオールズ時代
オーナーのチャーリー・O・フィンリーと対立し、1976年シーズン開幕直前の4月2日にドン・ベイラー他2選手とのトレードで、ケン・ホルツマン他1選手と共にオリオールズに移籍。同年は打率.277、27本塁打、91打点、リーグトップの長打率.502、キャリアハイの28盗塁を記録した。オフにFAとなった。

### ヤンキース時代

バットを振りぬくジャクソン（1979年）

1976年11月29日にニューヨーク・ヤンキースと5年総額300万ドルで契約した。
1977年は打率.286、32本塁打、110打点を記録し、チームの地区連覇に貢献。カンザスシティ・ロイヤルズとのリーグチャンピオンシップシリーズでは打率.125と振るわなかったが、チームはリーグ連覇。ドジャースとのワールドシリーズでは3勝2敗と王手をかけて迎えた第6戦で、全て初球打ちの3打席連続本塁打で5打点を記録する大活躍。シリーズ通算で打率.450、5本塁打、8打点の成績でチームに15年ぶりのワールドチャンピオンをもたらし、2度目のシリーズMVPを受賞。「Mr. October」のニックネームが付けられた。1978年は打率.274、27本塁打、97打点を記録。チームはレッドソックスに最大14ゲーム差を付けられるがその後に驚異的な追い上げを見せ、最終戦を終わって同率で並ぶ。10月2日のワンゲームプレイオフでは追加点となる本塁打を放ち、地区優勝に貢献。ロイヤルズとのリーグチャンピオンシップシリーズでは打率.462、2本塁打、6打点を記録し、リーグ3連覇を達成。ドジャースとのワールドシリーズでは打率.391、2本塁打、8打点の成績でシリーズ連覇を果たした。1979年は打率.297、29本塁打、89打点を記録するが、チームは地区4位に終わった。同年オフには提携先の日本ハムファイターズへ放出するプランもあったが、結局実現しなかった。1980年はキャリア唯一の打率.300、41本塁打、111打点の好成績で5年ぶりの本塁打王を獲得し、2年ぶりの地区優勝に貢献。ロイヤルズとのリーグチャンピオンシップシリーズでは本塁打・打点共に0で、チームは3連敗で敗退。MVPの投票ではジョージ・ブレットに次ぐ2位に入り、同年から制定されたシルバースラッガー賞を受賞した。1981年は50日間に及ぶストライキで6月にシーズンが中断されるまで打率が2割を切る不調に陥る。再開後は復調したが打率.237、15本塁打、54打点に終わる。同年は前後期制の変則日程となり、チームは前期優勝。ミルウォーキー・ブルワーズとのディビジョンシリーズでは2本塁打・4打点を記録。古巣アスレチックスとのリーグチャンピオンシップシリーズでは第2戦で負傷し、以後は欠場するがチームは3年ぶりのリーグ優勝を果たす。ドジャースとのワールドシリーズでは第4戦から復帰し本塁打を放つなど打率.333を記録するが、チームは2勝4敗で敗退。オフにFAとなった。

### エンゼルス時代
1982年1月22日にカリフォルニア・エンゼルスと契約。同年はリーグワーストの156三振ながら打率.275、39本塁打、101打点を記録し、ゴーマン・トーマスと並んで本塁打王を獲得。チームは3年ぶりの地区優勝。ブルワーズとのリーグチャンピオンシップシリーズでは第2戦でピート・ブコビッチから本塁打を放つが、その後は不振で打率.111。チームは2連勝で球団創設以来初のリーグ優勝に王手をかけるが、そこから3連敗で敗退した。オフに2度目のシルバースラッガー賞を受賞。1983年は後半戦で打率.173と不振に陥る。終盤は控えに回ることも多くなり、打率.194、14本塁打、49打点とルーキーイヤーを除けばキャリア最低の成績に終わった。1984年9月17日のロイヤルズ戦で通算500本塁打を達成。1986年は4月に打率.407を記録するなど6月までは打率3割を維持するが、後半戦は打率.195と不振。9月18日のロイヤルズ戦では17年ぶりの1試合3本塁打。打率.241、18本塁打、58打点ながらキャリア2番目の92四球を記録し、チームは4年ぶりの地区優勝。レッドソックスとのリーグチャンピオンシップシリーズでは打率.192と不振。チームは3勝1敗と王手をかけ、第5戦も8回まで5-2とリードするがそこから逆転負けを喫し、第6戦・第7戦も敗れて敗退した。オフにFAとなった。

### 以後
1986年12月24日に古巣アスレチックスと契約した。
1987年は年齢もあって衰えを隠せず、シーズン初めに同シーズン限りでの現役引退を表明。成績は打率2割前後と不調で終盤は控えに回り、打率.220、15本塁打、43打点に終わった。

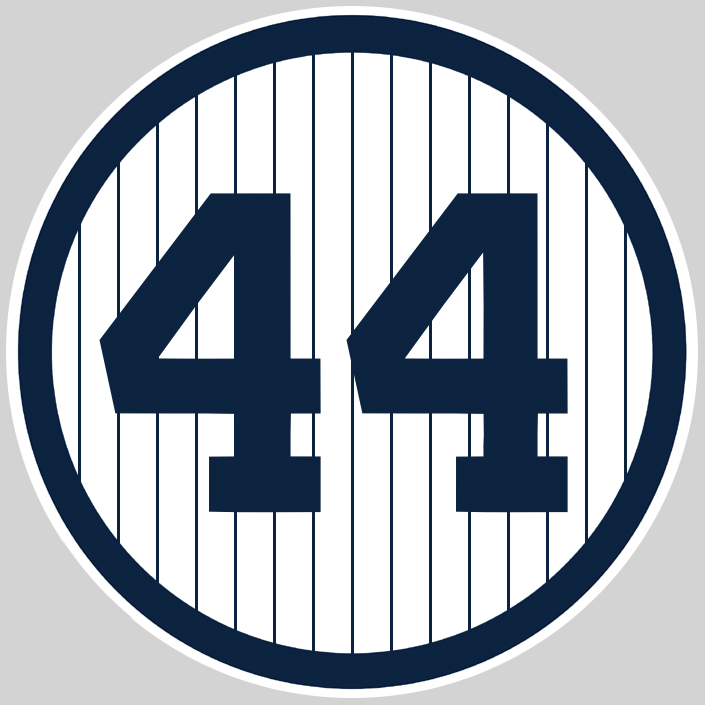
ジャクソンのヤンキース在籍時の背番号「44」。
ニューヨーク･ヤンキースの永久欠番に1993年指定。

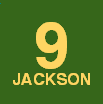
ジャクソンのアスレチックス在籍時の背番号「9」。
オークランド・アスレチックスの永久欠番に2004年指定。

引退後の1993年にアメリカ野球殿堂入り。同年ヤンキース時代の背番号『44』が、2004年にアスレチックス時代の背番号『9』がそれぞれ球団の永久欠番に指定された。
現在はヤンキースでGM特別アドバイザーを務め、後進の指導を行っている。

## 人物
豪快な性格と歯に衣着せぬ物言いから、常に周囲との問題を引き起こした。アスレチックス時代にはオーナーのフィンリー、ヤンキース時代は当時の主将サーマン・マンソンとグラウンド内外で対立したり、当時の監督ビリー・マーティン、オーナーのジョージ・スタインブレナーとの関係は度々メディアに取り上げられた。特にマーティンとは犬猿の仲であり、1977年6月18日のレッドソックス戦では起用法が原因で激しく口論し、それが全米中継のテレビで放送された。その反面審判に対するマナーは良く、抗議するときは必ず下を向き、睨み付けたりすることはしなかったという。ある審判は「若い頃の彼に『大打者は審判の判定に文句をつけないものだ』と言ったところ、彼は引退するまで審判の判定に一言もクレームをつけなかった。彼のマナーは最高だ」と褒め称えていた。また、ファンの求めるサインには試合前でも可能な限り快く応じた。
ブルワーズのスプリングトレーニングに参加してメジャーに挑戦していた江夏豊と対戦し、センター前にヒットを打ったことがある。試合前に江夏は「自分は日本で反逆児と呼ばれていた。アメリカで反逆児と呼ばれているレジー・ジャクソンから三振を取るのが目標だ」と語っており、それを知っていたジャクソンは試合後にヒットを打ったバットを「good luck」とメッセージを添えて贈った（江夏はその試合で2失点し、開幕前に解雇されたため、メジャー挑戦はそこで終わっている）。
かつて、薬物スキャンダルが取り沙汰された人物のアメリカ野球殿堂入りには反対の立場だったが、後に「私は薬物使用、および疑惑のある者に反対の立場だったが、そういった者たちが1年目で殿堂入りしている事実がある。ダブルスタンダードがあるので私は考え方を変えた」と説明している。
韓国のプロ野球（現：KBOリーグ）やNPBの横浜ベイスターズ、中日ドラゴンズで活躍したタイロン・ウッズは幼少期、ジャクソンに憧れており、NPBではジャクソンがヤンキース時代に着用した背番号と同じ44を自身の背番号として着用していた。

### 発言
- 「ジャッキー・ロビンソン以降、一番重要な黒人野球選手はレジー・ジャクソンだ。間違いない」
- 「ワールドシリーズが好きじゃない唯一の理由は、自分のプレーが見られないことだ」
- 「俺に死ぬほど惚れてみろ。俺を殺したいほど憎んでみろ。どの道お前らは俺から離れられないのさ」
- （オールスターに対して）「プレイしに行くんじゃない。注目されるために行くんだ」
- （ヤンキース入団に対して）「スターになるためにニューヨークに来たんじゃない。もともとスターなのさ」
- 「このチーム（ヤンキース）をカクテルとすれば、俺はそれを混ぜるストローだ。マンソン? あいつは下手にしかかき回せない」

### 映画出演
映画『裸の銃を持つ男』（1988年）に出演し、洗脳されて英国のエリザベス2世女王を銃で狙撃する（未遂に終わる）という役を演じた。マコーレー・カルキン主演の『リッチー・リッチ』（1995年）、『ベースケットボール』（1998年）などにも出演している。また出演はしていないが、『殺したいほどアイ・ラブ・ユー』（1990年、映画の舞台はニューヨーク）では殺し屋が標的の家でジャクソンのサインバットを発見し、興奮の余りレジー・コールを始めるシーンがある。

### その他
- 日本のテレビアニメ『侍ジャイアンツ』で、日米ワールドシリーズで巨人軍と対戦するアスレチックスをモデルにした球団「アスレテックス」に、ジャクソンをモデルにした"ロジー・ジャックス"という選手がおり、主人公の番場蛮の魔球と対戦した。
- また、1980年から1982年にかけて、ジャクソンはパナソニック（当時は松下電器の米国法人）のテレビ・ビデオレコーダー・カーステレオの現地版CMに出演していた。

## 詳細情報

### 年度別打撃成績
| 年 度     | 球 団     | 試 合 | 打 席 | 打 数 | 得 点 | 安 打 | 二 塁 打 | 三 塁 打 | 本 塁 打 | 塁 打 | 打 点 | 盗 塁 | 盗 塁 死 | 犠 打 | 犠 飛 | 四 球 | 敬 遠 | 死 球 | 三 振 | 併 殺 打 | 打 率 | 出 塁 率 | 長 打 率 | O P S |
| --------- | --------- | ----- | ----- | ----- | ----- | ----- | -------- | -------- | -------- | ----- | ----- | ----- | -------- | ----- | ----- | ----- | ----- | ----- | ----- | -------- | ----- | -------- | -------- | ----- |
| 1967      | KCA OAK   | 35    | 135   | 118   | 13    | 21    | 4        | 4        | 1        | 36    | 6     | 1     | 1        | 1     | 1     | 10    | 0     | 5     | 46    | 1        | .178  | .269     | .305     | .574  |
| 1968      | KCA OAK   | 154   | 614   | 553   | 82    | 138   | 13       | 6        | 29       | 250   | 74    | 14    | 4        | 4     | 2     | 50    | 5     | 5     | 171   | 3        | .250  | .316     | .452     | .768  |
| 1969      | KCA OAK   | 152   | 677   | 549   | 123   | 151   | 36       | 3        | 47       | 334   | 118   | 13    | 5        | 1     | 1     | 114   | 20    | 12    | 142   | 8        | .275  | .410     | .608     | 1.018 |
| 1970      | KCA OAK   | 149   | 514   | 426   | 57    | 101   | 21       | 2        | 23       | 195   | 66    | 26    | 17       | 2     | 3     | 75    | 11    | 8     | 135   | 10       | .237  | .359     | .458     | .817  |
| 1971      | KCA OAK   | 150   | 642   | 567   | 87    | 157   | 29       | 3        | 32       | 288   | 80    | 16    | 10       | 0     | 6     | 63    | 5     | 6     | 161   | 7        | .277  | .352     | .508     | .860  |
| 1972      | KCA OAK   | 135   | 572   | 499   | 72    | 132   | 25       | 2        | 25       | 236   | 75    | 9     | 8        | 4     | 2     | 59    | 7     | 8     | 125   | 5        | .265  | .350     | .473     | .823  |
| 1973      | KCA OAK   | 151   | 629   | 539   | 99    | 158   | 28       | 2        | 32       | 286   | 117   | 22    | 8        | 0     | 7     | 76    | 11    | 7     | 111   | 13       | .293  | .383     | .531     | .914  |
| 1974      | KCA OAK   | 148   | 604   | 506   | 90    | 146   | 25       | 1        | 29       | 260   | 93    | 25    | 5        | 0     | 8     | 86    | 20    | 4     | 105   | 8        | .289  | .391     | .514     | .905  |
| 1975      | KCA OAK   | 157   | 669   | 593   | 91    | 150   | 39       | 3        | 36       | 303   | 104   | 17    | 8        | 0     | 6     | 67    | 5     | 3     | 133   | 10       | .253  | .329     | .511     | .840  |
| 1976      | BAL       | 134   | 558   | 498   | 84    | 138   | 27       | 2        | 27       | 250   | 91    | 28    | 7        | 0     | 2     | 54    | 7     | 4     | 108   | 17       | .277  | .351     | .502     | .853  |
| 1977      | NYY       | 146   | 606   | 525   | 93    | 150   | 39       | 2        | 32       | 289   | 110   | 17    | 3        | 0     | 4     | 74    | 4     | 3     | 129   | 3        | .286  | .375     | .550     | .925  |
| 1978      | NYY       | 139   | 581   | 511   | 82    | 140   | 13       | 5        | 27       | 244   | 97    | 14    | 11       | 0     | 3     | 58    | 2     | 9     | 133   | 8        | .274  | .356     | .477     | .833  |
| 1979      | NYY       | 131   | 537   | 465   | 78    | 138   | 24       | 2        | 29       | 253   | 89    | 9     | 8        | 0     | 5     | 65    | 3     | 2     | 107   | 17       | .297  | .382     | .544     | .926  |
| 1980      | NYY       | 143   | 601   | 514   | 94    | 154   | 22       | 4        | 41       | 307   | 111   | 1     | 2        | 0     | 2     | 83    | 15    | 2     | 122   | 7        | .300  | .398     | .597     | .995  |
| 1981      | NYY       | 94    | 382   | 334   | 33    | 79    | 17       | 1        | 15       | 143   | 54    | 0     | 3        | 0     | 1     | 46    | 2     | 1     | 82    | 8        | .237  | .330     | .428     | .758  |
| 1982      | CAL       | 153   | 621   | 530   | 92    | 146   | 17       | 1        | 39       | 282   | 101   | 4     | 5        | 0     | 4     | 85    | 12    | 2     | 156   | 10       | .275  | .375     | .532     | .907  |
| 1983      | CAL       | 116   | 458   | 397   | 43    | 77    | 14       | 1        | 14       | 135   | 49    | 0     | 2        | 0     | 5     | 52    | 5     | 4     | 140   | 5        | .194  | .290     | .340     | .630  |
| 1984      | CAL       | 143   | 584   | 525   | 67    | 117   | 17       | 2        | 25       | 213   | 81    | 8     | 4        | 1     | 0     | 55    | 7     | 3     | 141   | 10       | .223  | .300     | .406     | .706  |
| 1985      | CAL       | 143   | 541   | 460   | 64    | 116   | 27       | 0        | 27       | 224   | 85    | 1     | 2        | 0     | 2     | 78    | 12    | 1     | 138   | 16       | .252  | .360     | .487     | .847  |
| 1986      | CAL       | 132   | 517   | 419   | 65    | 101   | 12       | 2        | 18       | 171   | 58    | 1     | 1        | 0     | 3     | 92    | 11    | 3     | 115   | 14       | .241  | .379     | .408     | .787  |
| 1987      | OAK       | 115   | 374   | 336   | 42    | 74    | 14       | 1        | 15       | 135   | 43    | 2     | 1        | 0     | 1     | 33    | 0     | 4     | 97    | 3        | .220  | .297     | .402     | .699  |
| MLB：21年 | MLB：21年 | 2820  | 11416 | 9864  | 1551  | 2584  | 463      | 49       | 563      | 4834  | 1702  | 228   | 115      | 13    | 68    | 1375  | 194   | 96    | 2597  | 183      | .262  | .356     | .490     | .846  |

- 各年度の太字はリーグ最高、赤太字はMLB歴代最高

### 年度別守備成績
| 年 度 | 球 団   | 左翼（LF） | 左翼（LF） | 左翼（LF） | 左翼（LF） | 左翼（LF） | 左翼（LF） | 中堅（CF） | 中堅（CF） | 中堅（CF） | 中堅（CF） | 中堅（CF） | 中堅（CF） | 右翼（RF） | 右翼（RF） | 右翼（RF） | 右翼（RF） | 右翼（RF） | 右翼（RF） |
| 年 度 | 球 団   | 試 合      | 刺 殺      | 補 殺      | 失 策      | 併 殺      | 守 備 率   | 試 合      | 刺 殺      | 補 殺      | 失 策      | 併 殺      | 守 備 率   | 試 合      | 刺 殺      | 補 殺      | 失 策      | 併 殺      | 守 備 率   |
| ----- | ------- | ---------- | ---------- | ---------- | ---------- | ---------- | ---------- | ---------- | ---------- | ---------- | ---------- | ---------- | ---------- | ---------- | ---------- | ---------- | ---------- | ---------- | ---------- |
| 1967  | KCA OAK | 19         | 30         | 1          | 3          | 0          | .912       | 3          | 6          | 0          | 0          | 0          | 1.000      | 14         | 20         | 0          | 1          | 0          | .952       |
| 1968  | KCA OAK | 1          | 1          | 0          | 0          | 0          | 1.000      | 10         | 12         | 1          | 0          | 0          | 1.000      | 148        | 256        | 13         | 12         | 5          | .957       |
| 1969  | KCA OAK | -          | -          | -          | -          | -          | -          | 10         | 19         | 2          | 1          | 0          | .955       | 144        | 265        | 13         | 10         | 2          | .965       |
| 1970  | KCA OAK | -          | -          | -          | -          | -          | -          | 50         | 119        | 0          | 4          | 0          | .967       | 114        | 140        | 8          | 8          | 0          | .949       |
| 1971  | KCA OAK | -          | -          | -          | -          | -          | -          | 3          | 1          | 0          | 1          | 0          | .500       | 145        | 285        | 15         | 6          | 3          | .980       |
| 1972  | KCA OAK | -          | -          | -          | -          | -          | -          | 92         | 214        | 4          | 5          | 4          | .978       | 43         | 88         | 1          | 4          | 1          | .957       |
| 1973  | KCA OAK | -          | -          | -          | -          | -          | -          | 1          | 2          | 0          | 0          | 0          | 1.000      | 144        | 301        | 4          | 9          | 0          | .971       |
| 1974  | KCA OAK | -          | -          | -          | -          | -          | -          | 3          | 7          | 0          | 0          | 0          | 1.000      | 126        | 293        | 8          | 10         | 2          | .968       |
| 1975  | KCA OAK | -          | -          | -          | -          | -          | -          | -          | -          | -          | -          | -          | -          | 147        | 317        | 13         | 12         | 4          | .965       |
| 1976  | BAL     | -          | -          | -          | -          | -          | -          | 16         | 34         | 0          | 2          | 0          | .944       | 112        | 248        | 8          | 9          | 3          | .966       |
| 1977  | NYY     | -          | -          | -          | -          | -          | -          | -          | -          | -          | -          | -          | -          | 127        | 233        | 7          | 13         | 0          | .949       |
| 1978  | NYY     | -          | -          | -          | -          | -          | -          | -          | -          | -          | -          | -          | -          | 104        | 207        | 6          | 3          | 1          | .986       |
| 1979  | NYY     | -          | -          | -          | -          | -          | -          | -          | -          | -          | -          | -          | -          | 125        | 275        | 7          | 4          | 2          | .986       |
| 1980  | NYY     | -          | -          | -          | -          | -          | -          | -          | -          | -          | -          | -          | -          | 94         | 171        | 3          | 7          | 0          | .961       |
| 1981  | NYY     | -          | -          | -          | -          | -          | -          | -          | -          | -          | -          | -          | -          | 61         | 107        | 3          | 3          | 0          | .973       |
| 1982  | CAL     | -          | -          | -          | -          | -          | -          | -          | -          | -          | -          | -          | -          | 139        | 197        | 6          | 6          | 1          | .971       |
| 1983  | CAL     | -          | -          | -          | -          | -          | -          | -          | -          | -          | -          | -          | -          | 47         | 70         | 5          | 1          | 1          | .987       |
| 1984  | CAL     | -          | -          | -          | -          | -          | -          | -          | -          | -          | -          | -          | -          | 3          | 7          | 0          | 0          | 0          | 1.000      |
| 1985  | CAL     | -          | -          | -          | -          | -          | -          | -          | -          | -          | -          | -          | -          | 81         | 112        | 6          | 7          | 1          | .944       |
| 1986  | CAL     | -          | -          | -          | -          | -          | -          | -          | -          | -          | -          | -          | -          | 4          | 4          | 1          | 1          | 0          | .833       |
| 1987  | OAK     | -          | -          | -          | -          | -          | -          | -          | -          | -          | -          | -          | -          | 20         | 29         | 0          | 0          | 0          | 1.000      |
| MLB   | MLB     | 20         | 31         | 1          | 3          | 0          | .914       | 188        | 414        | 7          | 13         | 4          | .970       | 1942       | 3625       | 127        | 126        | 26         | .968       |

- 各年度の太字はリーグ最高

### タイトル
- 本塁打王：4回（1973年、1975年、1980年、1982年）
- 打点王：1回（1973年）

### 表彰
- シーズンMVP：1回（1973年）
- シルバースラッガー賞：2回
  - 指名打者部門：1回（1980年）
  - 外野手部門：1回（1982年）
- ワールドシリーズMVP：2回（1973年、1977年）
- ベーブ・ルース賞：1回（1977年）

### 記録
- MLBオールスターゲーム選出：14回（1969年、1971年 - 1975年、1977年 - 1984年）
- 通算三振数：2597（歴代1位）

### 背番号
- 31（1967年）
- 9（1968年 - 1976年）※オークランド・アスレチックスの永久欠番
- 44（1977年 - 1987年）※ニューヨーク・ヤンキースの永久欠番